# Argan (entreprise)
Pour les articles homonymes, voir Argan.
Argan est une foncière française spécialisée dans le développement et la location de plateformes logistiques.

## Histoire
L'entreprise Argan a été créée en 1993 par Jean-Claude Le Lan.
En 2021, grâce à l'accélération du commerce en ligne et la pandémie de Covid-19, le résultat net d'Argan augmente de 140 % pour atteindre 668 millions d'euros.

## Actionnaires
Liste des principaux actionnaires au 30 juin 2022
| Groupe familial Le Lan (famille Le Lan) | 39,93 % |
| Predica (Crédit agricole)               | 16,64 % |
| Thames River Capital                    | 3,53 %  |
| Degroof Petercam Asset Management       | 2,81 %  |
| Ashford Capital Management              | 2,78 %  |
| Autocontrôle                            | 0,04 %  |

## Bourse
Argan est placée sous le régime fiscal des Sociétés d'investissement immobilier cotées (SIIC) depuis le 1er juillet 2007.